# 불투명도

불투명도(不透明度, opacity)란 전자기 복사를 비롯한 복사가 어떤 물질 또는 물체를 투과할 수 없는 정도이다. 플라스마, 유전체, 차폐물, 유리 등의 매질의 복사 흡수 및 산란을 설명할 때 사용되는 개념이다.
불투명도가 최저이면 모든 빛이 통과가 가능하여 투명(transparent)한 것이고, 일부의 빛만 통과가 가능하면 반투명(translucent)한 것이다. 불투명도가 최대에 달해 아무것도 통과할 수 없을 때 불투명(opaque)하다고 한다. 불투명한 물질은 모든 복사를 전달하지 않고 반사 또는 분산 또는 흡수해 버린다. 거울과 카본 블랙은 모두 불투명한 물체이다. 같은 물체라도 빛의 진동수에 따라 불투명도는 달라진다. 예컨대 건물의 벽은 바깥을 볼 수 없게 빛을 차단하지만, 건물 안에서도 라디오 방송을 들을 수 있다. 이를 과학적으로 서술하면 건물 벽은 가시광선에 대해서는 불투명하고, 전파에 대해서는 투명하다.

## 같이 보기
- 반사